# Кагиева, Назифа Магометовна
Назифа Магометовна Кагиева (карач.-балк. Къагъыйланы Магометни къызы Назифа, 14 января 1935, Каменномост, Карачаевская АО, РСФСР, СССР — 2013, Карачаево-Черкесская Республика, Российская Федерация) — карачаево-балкарская писательница. Кандидат филологических наук, член Союза писателей СССР, член Союза журналистов СССР.

## Биография
Родилась 14 января 1935 года в ауле Каменномост Карачаевской АО (ныне Карачаево-Черкесская Республика). Будучи ребенком стала одной из жертв депортации карачаевцев 1943 года, что, однако, не помешало ей продолжить учебу и затем поступить в Киргизский государственный университет. После реабилитации народа поступила в филологический факультет Кабардино-Балкарского государственного университета.
По окончании университета работала корреспондентом газеты «Ленинское знамя» и редактором Карачаево-Черкесского книжного издательства. Тогда же начала заниматься литературной деятельностью. Впервые она заявила о себе как переводчик в 1963 году, когда на карачаево-балкарский язык перевела рассказы Аркадия Гайдара. Вскоре выпустила первую литературоведческую книгу «В поисках», в которую вошли статьи по вопросам развития карачаевской литературы и фольклора. Позднее, в 1966 году, вышла в свет ее вторая литературоведческая работа «Халимат Байрамукова», она легла в основу ее диссертационной работы на соискание ученой степени кандидата филологических наук, которую она защитила в 1969 году.
В 1968 году написала повести Джулдузла джукъланмайдыла» («Звезды не гаснут») и «Кекле-Тюбю» (Поднебесье), где были использованы произведения устно-поэтического творчества карачаевцев и балкарцев в частности,  колыбельные, лирические четверостишия (ийнары), устные новеллы, скороговорки, пословицы и поговорки. Также проявила себя и как драматург, написав семь исторических пьес: «Ханкала», «Трам хан», «Карча», «Шейх Абдулла», «Хасаука» и другие.
Как писали многие критики, в своем творчестве Назифа Магометовна одной из первых сумела раскрыть приметы нового времени: свободное от стереотипов мышление, уникальные и неповторимые образы и представления, воплощающие красоту и многообразие мира, сложность его явлений. Основными чертами ее искусства стали глубина содержания и оригинальность формы, возвышенность интонации и устремленность к идеалу. А среди жанров особое место занимают стихотворения в прозе или небольшие поэтические произведения, написанные в свободной форме, не скованные рифмой или ритмом, воплотившие новый стиль в национальном искусстве. 
Также занималась и научной деятельностью. В своих философских трудах проводила исторический анализ прошлого, настоящего и будущего своего народа, внесла крупный вклад в развитие духовной и общественной жизни Карачаево-Черкесской Республики и исследование карачаевской литературы.
Активно участвовала в общественной жизни республики, постоянно выступала в различных аудиториях с лекциями и беседами по литературной и общественно-политической проблематике.
Скончалась в 2013 году.